# Victoria (biograf, Göteborg)
Victoria (ursprungligen Victoria-Teatern) var en biograf på Kungsgatan 46 i Göteborg, invigd 1914. Victoria stängdes 2 juni 2002 och blev 2004 klädaffären Victoria Arena. Mellan 2008 och 2021 låg klädbutiken Weekday i lokalen.

## Historia
Den 2 februari 1914 kunde man i Göteborgs-Tidningen läsa att det Lindströmska huset (i kvarteret nr 20, Snusmalaren, efter den kända tobaksfabriken Lindström & Brattberg som startades i fastigheten 1820) vid Kungsgatan 46 skulle rivas, samt ersättas med en biograf för 850-900 personer i ett modernt affärshus ritat av arkitekt Sven Steen till en kostnad av 650 000 kronor. Byggandet av Victoria ansågs som det första stora biobygget i Sverige. Biografägare var Göteborgs Biograf AB (dotterbolag till Filmindustri AB Skandia), grundat den 31 januari 1914 med ett kapital på 150 000 kronor.
Victoria invigdes klockan 13.30, annandag jul 1914 för särskilt inbjudna, med landshövding Gustaf Lagerbring i spetsen och med ett tiohövdat musikkapell under ledning av dirigenten och violinisten Jacob M. Velt från operan i Amsterdam, men mer känd i Göteborg som kapellmästare vid Nya Teaterns sommarrevyer. Vid de ordinarie föreställningarna, 17.00, 18.15 och 19.30, räckte köerna ända till domkyrkan. Premiärfilmer var: Hindenburg; I högan Nord; På midsommarfest hos kronprinsparet på Sofiero; Monarkmötet i Malmö; Oro i lägret.
AB Cosmorama förvärvade bion 1922, och kom att delägas av Svensk Filmindustri, som tog över Victoria helt 1973 samt från 1998 SF Bio. Dessförinnan renoverades bion ett antal gånger, den första mellan 1929 och 1935, då bland annat entrén, foajén och salongen rustades upp efter ritningar av arkitekten Nils Olsson. År 1965 tillkom baldakinen och dess vertikala bioskylt med den ursprungligen roterande klockan. Interiören gjordes om igen 1975, denna gång av Lennart Clemens, som färgsatte salongen i tidstypiskt orangebrunt och lade in heltäckningsmattor. Även 1992 gjordes smärre förändringar. 
CinemaScope kom till Victoria den 9 augusti 1954, med en 6,60 x 4,60 meter stor duk. År 1960 var det dags för Cinemiracle (en variant av Cinerama med speglar för vänster och höger bilddel, där duken var en 15 meter bred och 7 meter hög, svängd duk.
Den första ljudfilmen i Göteborg, visades på Victoria den 6 september 1929. Det var Den sjungande narren med Al Jolson.

### Webbkällor
- Bjelkendal, Göran (2012). ”Victoria-Teatern”. Göteborgs biografer : 100 år på bio. https://kinnegbg.wordpress.com/2012/11/28/victoria-teatern/. Läst 29 april 2022.